# Teología afirmativa
La teología afirmativa, vía positiva o catafática, también llamada catafatismo (del griego antiguo καταϕατικός «afirmativo», derivado de κατάϕημι «afirmar»), es un método teológico que admite la posibilidad de conocer a Dios mediante la razón y el contacto con la realidad. La creación, concebida como una obra de Dios, se convierte en el instrumento mediante el cual se pueden identificar los atributos del Creador.
Esta teoría, así como a través de declaraciones o afirmaciones, es la contraparte del apofatismo. Se pueden encontrar sus raíces en Peri Hermeneias (De Interpretatione) y en Lógica (Organón) de Aristóteles. Más tarde se desarrolló predominantemente en el contexto de la escolástica medieval.